# William Henry Waddington

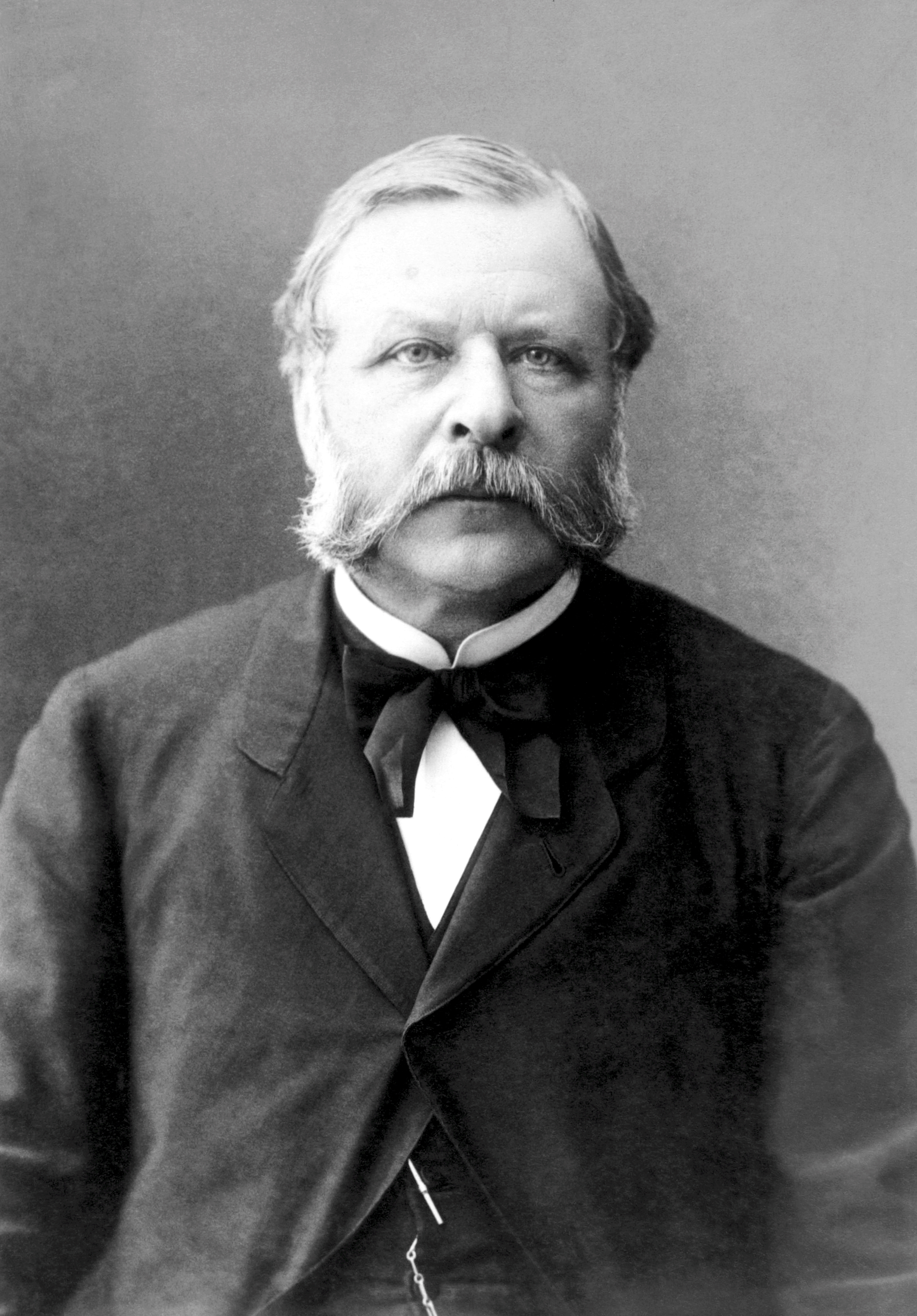
William Henry Waddington

William Henry Waddington (Saint-Rémy-sur-Avre, 11 december 1826 - Parijs, 13 januari 1894) was een Frans archeoloog, numismaat en politicus.

## Achtergrond en opleiding
William Henry Waddington werd geboren in het departement Eure-et-Loir. Hij was de zoon van een tot Fransman genaturaliseerde Brit en Franse moeder. Zijn vader was een rijke industrieel. Waddington volgde middelbaar onderwijs in Frankrijk en studeerde daarna aan Rugby School en Trinity College, Cambridge. Hij was een zeer begaafd student en werd als zodanig onderscheiden. In 1849 nam hij deel aan de traditionele Oxford en Cambridge Boat Race op de Theems.

## Archeologisch onderzoeker
Waddington keerde na zijn afstuderen terug naar Frankrijk en hield zich bezig met archeologisch onderzoek. Hij maakte als onderzoeker reizen naar Klein-Azië, Griekenland en Syrië en tekende zijn ervaringen en ontdekkingen op in een twee delen tellend werk Mémoires, dat erkend werd door het Institut de France (Instituut van Frankrijk). Van zijn hand verschenen tal van werken over archeologie, w.o. Fastes de l'Empire Romain ("De Parcht van het Romeinse Rijk") en een vertaling van Diocletianus' prijzenedict en een werk over Philippe Lebas' Voyage archéologique (1868-1877). Ook schreef hij Voyage archéologique en Grèce et en Asie Mineure ("Archeologische Reizen in Griekenland en Klein-Azië") in 1877.
Naast werken over archeologie, verscheen in 1856 in de Cambridge Essays een essay getiteld The Protestant Church in France ("De Protestantse Kerk in Frankrijk").
William Henry was een enthousiast numismaat (muntenverzamelaar). Hij schreef een werk over numismatiek: Mélanges de numismatique et de philologie ("Numismatische en Filologische Bloemlezing") dat in 1861 verscheen.

## Politieke carrière
Waddington was van 1855 tot 1865 voor het departement Aisne lid van het Wetgevend Lichaam (Corps Législatif). Na de val van het Tweede Franse Keizerrijk trad hij als politicus op de voorgrond en werd in 1871 voor het departement Aisne in de Kamer van Afgevaardigden (Chambre des Députés) gekozen. Van 1876 tot 1894 was hij lid van de Senaat (Sénat).
In mei 1873 was hij korte tijd minister van Onderwijs. Van 9 maart 1876 tot 17 mei 1877 was hij opnieuw minister van Onderwijs. Omdat hij protestants (anglicaans) was, kon hij het ministerschap van Onderwijs niet combineren met dat van Kerkelijke Zaken. Als minister van Onderwijs zette hij zich in om van het systeem van toekennen van academische graden een overheidsaangelegenheid te maken. Zij plannen werden goedgekeurd door de Kamer, maar de Senaat torpedeerde zijn plannen.
Van 12 december 1876 tot 17 mei 1877 was hij minister van Buitenlandse Zaken.
Na de val van premier Jules Armand Dufaure (4 februari 1879) werd Waddington door president Jules Grévy aangewezen tot premier (Président du Conseil). Dit bleef hij tot 28 december 1879, toen hij genoodzaakt was af te treden omdat hij geen steun meer had in de Kamer van Afgevaardigden.

## Partij
Als politicus vertegenwoordigde Waddington de belangen van de Républicains Conservateurs, een partij die vooral werd geïdentificeerd met het grote geld (haute finance).

## Ambassadeur in Londen
Waddington werd na zijn politieke carrière aangesteld als Frans ambassadeur in Rusland. Hij vertegenwoordigde van 1883 tot 1893 als ambassadeur de Franse republiek bij het Hof van Sint-James in Londen. Zijn tweede vrouw, Mary A. King, schreef de Letters of a Diplomatist's Wife, 1883-1900 (New York, 1903), waarin zij de diplomatieke ervaringen van haar man optekende.